# Pearl-Jam-Bootlegs
Seit 2000 verkauft die US-amerikanische Rockband Pearl Jam Mitschnitte ihrer Welttourneen.

## 1991–2000
In den Anfangsjahren gab es keine offiziellen Mitschnitte. Jedoch versuchten in Fanclubs organisierte Anhänger ein Netzwerk aufzubauen, so dass andere Fans einfacher und billiger an Liveaufnahmen kommen konnten. Da aber oft die Qualität schwankte, entschied sich Pearl Jam Ende des Jahrtausends, selbst den Anhängern Mitschnitte anzubieten.

## Binaural 2000
Bei der Tour, die sich an die Veröffentlichung ihres sechsten Studioalbums Binaural im Jahr 2000 anschloss, wurde jedes Konzert aufgezeichnet und als Bootleg veröffentlicht, so dass Fans Aufnahmen in guter Qualität bekommen konnten, aber ihnen auch der Kauf überteuerter Amateur-Bootlegs erspart blieb. 
Insgesamt kamen 72 dieser Bootlegs in die Plattenläden. Zunächst wurden die 25 Konzertmitschnitte der Europatournee, anschließend in zwei Schüben die Aufnahmen der US-Konzerte veröffentlicht. Die Alben bestanden aus einem Kartonschuber, das zwei CDs beinhaltet und auf dessen Rückseite die Setlist geschrieben wurde. Das letzte, die Welttour abschließenden Konzertes in der Key Arena in Seattle am 6. November 2000, besteht sogar aus drei CDs. Die europäischen Bootlegs waren beige gefärbt, die amerikanischen Aufnahmen wurden in einem grauen Schuber veröffentlicht.

### Roskilde
Von der Tour wurden alle Konzerte mit Ausnahme des Auftrittes beim Roskilde-Festival veröffentlicht. Hier waren bei einem Massensturz aufgrund großen Gedränges und nassem Rasen neun Menschen ums Leben gekommen. Daher sah die Band von einer Veröffentlichung ab.

### Erfolg
Dadurch, dass mehrere Alben parallel veröffentlicht wurden, stellte Pearl Jam einen neuen Rekord in den Billboard 200 auf: Als erste (und bisher einzige) Band schaffte man es, gleichzeitig mit fünf Alben in den Charts platziert zu sein.

## Spätere Touren
Nach der großen Resonanz bei der 2000er Tour wurde die Idee mit den offiziellen Bootlegs bei allen folgenden Tourneen fortgesetzt (2003, 2005, 2006, 2008, 2009 und 2010). Zunächst wurden die Alben weiter über Plattenläden vertrieben, zuletzt erfolgte der Verkauf per Download über die Internetseite der Band.